# Сухая Карсунка
Сухая Карсунка — река в России, протекает по Ульяновской области. Левый приток реки Карсунка.

## География
Река берёт начало у села Сухой Карсун. Течёт на восток по открытоц местности мимо населённых пунктов Сухой Карсун, Нагаево, Кошелевка, Новое Погорелово. Устье реки находится в 12 км от устья Карсунки. Длина реки составляет 27 км, площадь водосборного бассейна — 324 км². В 6,7 км от устья, по правому берегу впадает река Букава.

## Данные водного реестра
По данным государственного водного реестра России относится к Верхневолжскому бассейновому округу, водохозяйственный участок реки — Сура от Сурского гидроузла и до устья реки Алатырь, речной подбассейн реки — Сура. Речной бассейн реки — (Верхняя) Волга до Куйбышевского водохранилища (без бассейна Оки).
Код объекта в государственном водном реестре — 08010500312110000037286.